# O Teu Olhar
O Teu Olhar é uma telenovela portuguesa, exibida pela TVI entre 2003 e 2004. É da autoria da Casa da Criação. Foi reposta na TVI Ficção no ano de 2013, e nas madrugadas da TVI generalista em Setembro do mesmo ano.

## Sinopse
Maio de 2000. Margarida (Sofia Alves) passeia a cadela Max na praia ao nascer do sol. Miguel (António Pedro Cerdeira), recém-chegado dos Estados Unidos, passou a noite nos copos devido à festa de queima das fitas do irmão Rui (Albano Jerónimo). Miguel aceita uma aposta e, turvado pelo álcool, entra numa corrida de Moto-Quatro e sem saber como atropela Margarida.
Quando se dá o acidente Miguel bate com a cabeça e fica inconsciente. Querendo proteger o irmão, Rui leva-o dali. Mais tarde, Rui mente para proteger Miguel dizendo que nada aconteceu à rapariga que atropelou. Mas Margarida, antes do embate, fixou o rosto de Miguel e nunca mais esquecerá o seu “carrasco”.
Passam três anos sobre o acidente. Margarida desespera para conseguir uma operação que lhe restitua a visão. Continua a ser a alegria da família, trabalhando como bibliotecária na Universidade. Vive com o pai, Francisco (Carlos Santos), que perdeu recentemente o emprego na fábrica, e com as irmãs Paula (Patrícia Tavares) de 23 anos e Teresinha (Rita Lopes) de 8, que criou com muito carinho. Miguel, por seu turno, tornou-se um prestigiado oftalmologista e trabalha na melhor Clínica privada de Coimbra, propriedade da família da noiva, Daniela (Joana Seixas).
Entretanto, o pai de Margarida descobre que o jovem médico é conhecido por facilitar operações a pessoas de baixos recursos. Conseguem uma consulta e Margarida e Miguel encontram-se.
Ao princípio, Margarida revela-se evasiva e não conta os pormenores do acidente, mas mais tarde acaba por deixar-se prender pela confiança que o médico transmite, pela sua serenidade e por uma nota de tristeza que sente na sua voz.
Contrariando as normas da Clínica, Miguel insiste em operar Margarida, mesmo sabendo que ela não tem como pagar a operação. Aos poucos, Miguel deixa-se enredar no mundo sensual e colorido que Margarida lhe dá a conhecer. Ela ensina-o a sentir coisas que ele nunca sonhara serem possíveis, chegando mesmo a vendar-lhe os olhos quando fazem amor para que ele “veja” o seu mundo.
Miguel fica perdidamente apaixonado. Decide mudar a sua vida e acaba o noivado com Daniela, a dona da Clínica onde trabalha. Um dia, Margarida conta-lhe em pormenor como cegou e Miguel cai das nuvens, percebendo que o seu irmão lhe mentiu e que é ele o responsável pela cegueira da mulher que ama.
A operação de Margarida é delicada e tem poucas hipóteses de sucesso. Para além disso, Miguel sabe que no dia em que lhe restituir a visão poderá perder o amor da sua vida, a única coisa que o faz verdadeiramente feliz…

## Autores
Uma novela da Casa da Criação:
- Escrita por: Maria João Mira, Lígia Dias, João Alfacinha, Miguel Barros, Sara Dias, Vasco Domingos, Vera Sacramento.
- Colaboração: Manuel Arouca

## Elenco
- Sofia Alves - Margarida Monteiro
- António Pedro Cerdeira - Miguel Fonseca
- Joana Seixas - Daniela Amaral
- Fernanda Lapa (†) - Vera Amaral
- Carlos Santos (†) - Francisco Monteiro
- Patrícia Tavares - Paula Monteiro
- Adriano Carvalho - Sérgio Pereira
- Delfina Cruz (†) - Arlete Fonseca
- José Eduardo - Vítor Fonseca
- João Didelet - Nico
- Albano Jerónimo - Rui Fonseca
- Carla Maciel - Marta Ribeiro
- Paula Luís - Sara Teixeira
- Hugo Sequeira - Raul Meireles
- Paulo Rocha - Duarte Silvestre
- Isilda Gonçalves - Luna Moreira
- Anita Guerreiro - Júlia das Dores
- Gonçalo Portela - Paulo Barbosa
- Bruno Simões (†) - Cajó Garcia
- Ana Afonso - Palmira Lapa
- Nuno Pardal - Maurcio Bizarro
- Alda Gomes - Rute Moniz
- João Silvestre - Edmundo Teixeira
- Maria Manuel - Rosário Teixeira

Elenco infantil
- Rita Lopes - Teresinha Monteiro
- Clara Pedro - Juca Moreira
- Nuno Casanovas - Tó Pê Teixeira
- Raquel Serafim - Patrícia Teixeira

Participação especial
- Eunice Muñoz (†) - Bina (avó de Toni)
- Margarida Carpinteiro - Juíza
- Ruy de Carvalho - Teófilo Garrido

Elenco adicional
- Amélia Videira - Helena Barbosa (mãe de Paulo)
- Ana Videira - Irene
- António Aldeia - Agente Soares
- António Cid - Oficial de Justiça
- António Marques - Barbosa (pai de Paulo)
- António Rocha - Homem a quem Rui deve dinheiro
- Augusto Portela - Agente Canhoto
- Carlos Aurélio - Padre
- Carlos Dias - Flávio (gerente do Hotel onde Paula e Rui ficam)
- Carlos Pimenta - Dr. Vasco Figueira
- Carlos Sebastião - Comissário da Polícia
- Daniel Martinho - Igor
- Elisabete Piecho - Gerente do Hotel da Quinta das Lágrimas
- F. Pedro Oliveira - Dr. Barreira (advogado)
- Fernando Tavares Marques - Juíz
- Francisco Paz - Veterinário
- Grace Mendes - Verónica
- Igor Sampaio (†) - Padre
- Jaime Vishal - Ivan Moreira (irmão de Luna)
- João Paulo Janicas - Empregado da Ourivesaria
- Joaquim Guerreiro - Homem que ameaça Rui
- Juju Delgado - Raquel (cliente do café)
- Lucinda Loureiro - Vizinha de Bina
- Luísa do Pranto - Procuradora
- Mafalda Roxo - Sónia
- Mara Prates - Andreia (paciente de Miguel)
- Margarida André - Madalena
- Margarida Cardeal - Mafalda Pinheiro
- Margarida Rosa Rodrigues - Dona Florinda
- Miguel Barros - Zé Nuno
- Paulo Nery - Aníbal (advogado de Miguel)
- Pedro Calvinho - Diretor do Hospital
- Rita Pereira - Concorrente da Miss Praia
- Rui de Sá - Dr. Jaime Ribeiro
- Sérgio Moura Afonso - Homem que se envolve com Paula
- Severino Linhares - Recepcionista
- Sónia Cláudia - Professora Sandra

## Links
- Página da NBP
- Sinopse no site da TVI